# Frankliniella fuscicauda
Frankliniella fuscicauda är en insektsart som beskrevs av Ian A. Hood 1927. Frankliniella fuscicauda ingår i släktet Frankliniella och familjen smaltripsar. Inga underarter finns listade i Catalogue of Life.